# Bălțați (okręg Vaslui)
Bălțați – wieś w Rumunii, w okręgu Vaslui, w gminie Tătărăni. W 2011 roku liczyła 675 mieszkańców.